# Гаевой, Дмитрий Викторович
Дмитрий Викторович Гаевой (19 января 1971) — российский футболист, нападающий и полузащитник.
Выступал за «Гастелло» Уфа, «Уралец» Нижний Тагил петербургские «Зенит», «Сатурн-1991» (в аренде), «Локомотив», «Динамо», БСК Спирово, ФК «Гатчина», «Носту» Новотроицк, «Салют-Энергия», казахстанский «Кайсар» Кзыл-Орда, ФК «Кондопога».